# Kale (Ortsname)
Kale ([ka'le]) ist häufiger Ortsname und Ortsnamensbestandteil in der Türkei und in Südosteuropa. Er findet sich auch für entsprechende Burgberge, vereinzelt auch für andere geographische Objekte.

## Wortkunde
Türkisch Kale steht für Burg oder Festung (und auch für den Turm im Schach). Das Wort stammt ursprünglich aus dem Arabischen (arabisch قلعة qal'a, DMG qalʿa).

## Zusammensetzungen
Bekannte Beispiele für Zusammensetzung sind etwa Boğazkale (Schluchtburg), Pamukkale (Baumwollfestung) oder Toprakkale (Erdfestung).

## Orte

### Bulgarien
In Bulgarien, auf dessen Territorium das türkischsprachige Osmanische Reich 500 Jahre lang herrschte, gibt es zahlreiche Festungen, die den Namen Kale tragen. Oft ist auch der Name Kaleto anzutreffen; -to ist im bulgarischen der angehängte bestimmte Artikel, also ‚die Festung‘.
- Oblast Blagoewgrad:
  - Gjaur Kalesi – eine Festung in der Nähe von Petritsch,
  - Kaljata – eine Festung bei der Stadt  Raslog,
  - Sitan Kale – eine Festung bei der Stadt  Bansko,
  - Tschengene Kale – der alte Name des Berges Morawski Wrach im Maleschewska-Gebirge,
- Oblast Burgas:
  - Kaleto (bei Brodilowo) – ein Berg im Strandscha-Gebirge und eine Festung bei dem Dorf Brodilowo (Gemeinde Zarewo),
  - der Felsen Kaleto – ein Berg (576 m über dem Meeresspiegel) im  Balkangebirge – bei dem Dorf Skala (Gemeinde Sungurlare),
  - Kaleto – ein Berg  (898 m über dem Meeresspiegel) im Balkangebirge – oberhalb des Dorfes Wesenkowo (Gemeinde Sungurlare),
  - Kaleto – eine Festung bei dem Dorf Daskotna (Gemeinde Ruen),
  - Kaleto – eine Festung bei dem Dorf Sabernowo (Gemeinde Malko Tarnowo),
  - Kaleto – eine Festung bei dem Dorf Sidarowo (Gemeinde Sosopol),
  - Kaleto – eine Höhle bei dem Dorf Mladeschko (Gemeinde Malko Tarnowo),
  - Kaleto – eine Festung bei dem Dorf Kruschewez (Gemeinde Sosopol),
  - Kaleto – eine Gegend bei dem Dorf Fakija (Gemeinde Sredez),
  - Almalijsko Kale – eine Festung bei dem Dorf Gorno Jabloko (Gemeinde Sredez),
  - Waltschanowo Kale – ein Berg (140 m) und eine Festung bei dem Naturphänomen Löwenkopf (bei Primorsko),
  - Goljamoto Kale – eine Festung bei dem Dorf Mladeschko (Gemeinde Malko Tarnowo),
  - Kawarnensko Kale – eine Festung bei dem Dorf Blisnak (Gemeinde Malko Tarnowo),
  - Kirowo Kale – eine Festung bei dem Dorf Goljamo Bukowo (Gemeinde Sredez),
  - Lobodowo Kale – eine Festung in der Hügelkette Meden Rid, im Strandscha-Gebirg, bei dem Dorf Weselie (Gemeinde Primorsko),
  - Malkoto Kale – ein Berg (314 m) und eine Festung in der Hügelkette Meden Rid, im Strandscha-Gebirge,
  - Machmukowo Kale – eine Festung bei dem Dorf Swesdez (Gemeinde Malko Tarnowo),
  - Karasu Kalesi – eine Festung bei dem Dorf Sadowo (Gemeinde Sungurlare),
  - Medwensko Kale – eine Festung bei dem Dorf Sadowo (Gemeinde Sungurlare),
  - Marsewsko Kale – eine Festung bei dem Dorf Kondolowo (Gemeinde Zarewo),
  - Obrasloto Kale – eine Festung bei dem Dorf Podwis (Gemeinde Sungurlare),
  - Seitunowo Kal e- eine Festung am Kap Maslen nos (Gemeinde Primorsko),
  - Schawowo Kale – eine Festung bei dem Dorf Gornao Jablokowo (Gemeinde Sredez),
- Oblast Chaskowo:
  - Kaleto – ein Berg (757 m) und eine Festung bei dem Dorf Sarniza (Gemeinde Mineralni Bani) – in den Ostrhodopen,
  - Kaleto – eine Festung bei dem Dorf Beliza (Gemeinde Ljubimez),
  - Kaleto – eine Festung bei der Stadt Dimitrowgrad,
  - Kaleto – eine Festung bei dem Dorf Dinewo (Gemeinde Chaskowo),
  - Kaleto – eine Festung bei dem Dorf Isworowo (Gemeinde Chaskowo),
  - Kaleto – eine Festung bei dem Dorf Ljubenowo (Gemeinde Chaskowo),
  - Kaleto – eine Festung bei dem Dorf Mladinowo (Gemeinde Dimitrowgrad),
  - Kaleto  (oder Ljutiza) – eine Festung bei dem Dorf Plewun (Gemeinde Iwajlowgrad),
  - Kaleto – ein Stausee bei dem Dorf Swetiliza (Gemeinde Dimitrowgrad),
  - Kaleto – eine Festung bei dem Dorf Tscherna Mogila (Gemeinde Charmanli),
  - Bijuk Kaleto (oder Berg Wischegrad) – bis 1942 der Name des heutigen Berges Wischegrad (856 m) (Višegrad ist eine Stadt in Bosnien und Herzegowina),
  - Bjalo Kale – eine Festung bei der Stadt Iwajlowgrad – in den Ostrhodopen,
  - Gornoto Kale – eine Festung bei dem Dorf Brjagowo (Gemeinde Chaskowo),
  - Dolnoto Kale – eine Festung bei der Stadt Charmanli,
  - Kaleto – eine Festung bei dem Dorf Kirtschewo (Gemeinde Ugartschin),
  - Grazkoto Kale – eine Festung bei dem Dorf Mesik (Gemeinde Swilengrad),
  - Kurt Kale – ein Berg und eine Festung bei dem Dorf Malko Gradischte (Gemeinde Ljubimez),
- Oblast Dobritsch:
  - Kaleto – eine Festung bei dem Dorf Odarzi (Gemeinde Dobritschka),
- Oblast Gabrowo:
  - Kaleto – eine Festung bei dem Dorf Gostiliza (Gemeinde Drjanowo),
  - Batoschesko Kale – eine Festung bei der Stadt Sewliewo,
- Oblast Jambol:
  - Kaleto  (oder "Gradischte Wulkana")- ein Berg (600 m) im Sakar-Gebirge, oberhalb des Dorfes Goljam Manastir (Gemeinde Tundscha),
  - Kaleto – eine Festung bei dem Dorf Granitowo (Gemeinde Elchowo),
  - Kaleto – eine Festung bei dem Dorf Losenez (Gemeinde Stralscha),
  - Kjoskoto Kale – eine Festung bei dem Dorf Rasdel (Gemeinde Elchowo),
  - Paschalkjosko Kale – eine Festung bei der Stadt Boljarowo,
  - Kaleto – eine Festung bei dem Dorf Kirtschewo (Gemeinde Ugartschin),
- Oblast Kardschali:
  - Kaleto – ein Berg und eine Festung bei der Stadt Ardino,
- Oblast Kjustendil:
  - Kaleto – eine Gegend bei dem Dorf Palatowo (Gemeinde Dupniza),
- Oblast Lowetsch:
  - Kaleto – eine Festung bei dem Dorf Dragana (Gemeinde Ugartschin),
  - Kaleto – eine Festung bei dem Dorf Kirtschewo (Gemeinde Ugartschin),
- Oblast Montana:
  - Kaleto (oder Gradischteto) – eine Festung bei der Stadt Montana,
  - Kaleto – eine Gegend und eine Festung bei dem Dorf Tscheljustniza (Gemeinde Tschiprowzi),
  - Berkowsko Kale – ein Berg im Stadtzentrum von Berkowiza,
  - Kaleto – eine Festung bei der Stadt Warschez,
  - Elowischko Kale – eine Festung bei dem Dorf Elowiza (Gemeinde Georgi Damjanow),
- Oblast Pasardschik:
  - Kaleto – eine Gegend bei dem Dorf Welitschkowo (Gemeinde Pasardschik),
  - Kiewo Kale – eine Festung bei der Stadt Peschtera,
  - Krasen Kale – eine Festung bei dem Dorf Bata und Banja (Gemeinde Panagjurischte),
  - Owtschepolsko Kale – eine Festung bei dem Dorf Owtschpolzi (Gemeinde Pasardschik),
  - Straltschansko Kaleto – eine Festung bei der Stadt Streltscha,
- Oblast Pernik:
  - Semensko Kale – eine Festung bei der Stadt Semen,
- Oblast Plewen:
  - Kaleto – ein Berg und eine Festung bei der Stadt Nikopol,
- Oblast Plowdiw:
  - Kaleto – eine Festung bei der Stadt Kritschim,
  - Kaleto – eine Festung bei dem Dorf Markowo (Gemeinde Rodopi),
  - Kaleto – eine Festung bei dem Dorf Mratschnik (Gemeinde Karlowo),
  - Kaleto – eine Gegend und eine Höhle bei dem Dorf Ustinak (Gemeinde Rodopi),
  - Anewsko Kale – eine Festung bei dem Dorf Anewo (Gemeinde Sopot) – am Südhang des Balkangebirges,
- Oblast Rasgrad:
  - Chisarlaschkoto Kale – eine Gegend bei der Stadt Rasgrad,
- Oblast Russe:
  - Kaleto – eine Festung bei dem Dorf Baniska (Gemeinde Dwe Mogili),
  - Kaleto – eine Festung bei dem Dorf Kriwnja (Gemeinde Wetowo),
  - Sejmin Kale – eine Festung bei dem Dorf Kopriwez (Gemeinde Bjala),
- Oblast Silistra:
  - Kaleto – eine Festung bei dem Dorf Nowa Tscherna (Gemeinde Tutrakan),
  - Kartal Kale – eine Festung bei dem Dorf Rujno (Gemeinde Dulowo),
- Oblast Sliwen:
  - Kaleto – eine Gegend bei dem Dorf Karandila (in der Nähe von Sliwen),
  - Kaleto – eine Festung bei der Stadt Schiwatschewo (Gemeinde Twardiza),
  - Kipilowsko Kale – eine Festung bei dem Dorf Kipilowo (Gemeinde Kotel),
- Oblast Smoljan:
  - Kaleto – eine Festung bei dem Dorf Kirtschewo (Gemeinde Ugartschin),
  - Kaleto – eine Festung bei der Stadt Dewin – in den Rhodopen,
- Oblast Sofia:
  - Kaleto – ein Berg im Gebirge Losenska Planina – oberhalb des Klosters Germanski Manastir,
  - Kaleto – ein Berg im Balkangebirge bei der Stadt Slatiza (im Balkangebirge bei der Stadt Tetewen),
  - Kaleto – eine Festung bei dem Dorf Kirtschewo (Gemeinde Ugartschin),
  - Kaleto – eine Festung bei dem Dorf Nowi Chan (Gemeinde Elin Pelin),
  - Alinsko Kale – eine Festung bei dem Dorf Alino (Gemeinde Samokow) – im Planagebirge,
  - Kaleto – eine Festung bei dem Dorf Kirtschewo (Gemeinde Ugartschin),
  - Ewropejsko Kale – eine Festung im Losenskagebirge,
  - Latinsko Kale – eine Festung bei dem Kloster Sedemte Prestola im Balkangebirge – an der Grenze zwischen der Oblast Sofia und der Oblast Wraza,
  - Pirdopski Kaleta (Goljam Kale und Malko Kale) – zwei Festungen am Fluss Topoliza, in der Nähe der Stadt Pirdop,
  - Rawulsko Kale – eine Festung auf dem Berg Kaleto im Losenskagebirge,
  - Schirokodolsko Kale – eine Festung bei dem Dorf Schiroki Dol (Gemeinde Samokow),
- Oblast Stara Sagora:
  - Kaleto – eine Festung bei dem Dorf Kran (Gemeinde Kasanlak),
  - Kaleto – eine Festung bei der Stadt Maglisch,
  - Kaleto – eine Festung bei dem Dorf Osetenowo (Gemeinde Pawel Banja),
- Oblast Targowischte:
  - Kaleto – eine Gegend bei dem Dorf Brakniza (Gemeinde Popowo),
  - Kaleto – ein Berg und eine Festung bei dem Dorf Dolna Kabda (Gemeinde Popowo),
  - Bujuk Kale – eine Festung bei dem Dorf Dolez (Gemeinde Popowo),
  - Bujuk Kale – eine Festung bei dem Dorf Kreptscha (Gemeinde Opaka),
  - Dschin Kale (oder Kreptscha Kale) – eine Festung bei dem Dorf Kreptscha (Gemeinde Opaka),
  - Kowatschewsko Kale – eine Festung bei dem Dorf Kowatschewez (Gemeinde Popowo),
  - Krumowo Kale – eine Festung bei der Stadt Targowischte,
- Oblast Schumen:
  - Kaleto – eine Gegend bei dem Dorf Slatar (Gemeinde Weliki Preslaw),
- Oblast Warna:
  - Kaleto – eine Festung im Naturpark Goldstrand,
  - Kaleto – eine Festung bei dem Dorf Osenowo (Gemeinde Aksakowo),
  - Kaleto – ein Gebirgsplateau bei der Stadt Prowadija (hier lag die antike Stadt Owetsch),
  - Mjuchljus Kale – eine Festung bei der Stadt Aksakowo,
  - Petritsch Kale – eine Festung bei dem Dorf Awren,
- Oblast Weliko Tarnowo:
  - Kaleto – eine Festung bei dem Dorf Kruscheto (Gemeinde Gorna Orjachowiza),
  - Kaleto – eine Festung bei der Stadt Elena (in der Nähe der antiken Stadt Nicopolis ad Istrum),
  - Kaleto – eine Gegend bei dem Dorf Krasno Gradischte (Gemeinde Suchindol),
  - Kaleto – eine Gegend bei dem Dorf Krasno Nazowzi (Gemeinde Weliko Tarnowo),
  - Kaleto – ein Park in der Stadt Swischtow,
- Oblast Widin:
  - Kaleto – das zentrale Stadtviertel in der Stadt Widin,
  - Kaleto – ein Berg bei dem Dorf Gjuritsch (Gemeinde Ruschinzi),
  - Kaleto – ein Berg bei dem Dorf Rajanowzi (Gemeinde Belogradschik),
  - Kaleto – der Name für die Festung von Belogradschik,
  - Kaleto – der Name einer Gegend in der Nähe des Dorfes Artschar, in der die römische Stadt Ratiaria lag
  - Pezino Kale – eine Festung bei dem Dorf Topolowez (Gemeinde Kula),
- Oblast Wraza:
  - Kaleto – eine Festung bei dem Dorf Lesura (Gemeinde Kriwodol),
  - Kaleto – eine Festung bei der Stadt  Mesdra,
  - Kaleto – eine Festung im Balkangebirge bei der Stadt Wraza (Wratschanski Balkan),
  - Wasserkraftwerk Kaleto – ein Wasserkraftwerk bei Wraza

### Nordmazedonien
- Viničko Kale – eine Festung oberhalb der Stadt Vinica (Nordmazedonien),
- Kitino Kale – eine Festung in der Stadt Kičevo,
- Skopsko Kale – eine Festung  in der Stadt Skopje,
- Strumischko Kale – eine Festung bei der Stadt Strumica

### Serbien
- Kalemegdan – eine Festung  in Belgrad,
- Markowo Kale – eine Festung  bei der Stadt Vranje,
- Kale ist der alte Name von Bujanovac (Serbien)

### Slowenien
- Kale – ein Dorf in der Gemeinde Žalec

### Türkei
- früherer Name der türkischen Stadt Demre
- lokal verwendete Kurzform des türkischen Ortes Kaleköy

- Kale (Denizli), eine Stadt und Landkreis in der türkischen Provinz Denizli
- Kale (Malatya), eine Stadt und Landkreis in der Provinz Malatya

- Kale (Borçka), ein Dorf im Landkreis Borçka der Provinz Artvin
- Kale (Çamlıhemşin), ein Dorf im Landkreis Çamlıhemşin der Provinz Rize
- Kale (Develi), ein Dorf im Landkreis Develi der Provinz Kayseri
- Kale (Erbaa), ein Dorf im Landkreis Erbaa der Provinz Tokat
- Kale (Havza), ein Dorf im Landkreis Havza der Provinz Samsun
- Kale (İskenderun), ein Dorf im Landkreis İskenderun der Provinz Hatay
- Kale (Salihli), ein Dorf im Landkreis Salihli der Provinz Manisa
- Kale (Suşehri), ein Dorf im Landkreis Suşehri der Provinz Sivas
- Kale (Tomarza), ein Dorf im Landkreis Tomarza der Provinz Kayseri
- Kale (Yıldızeli), ein Dorf im Landkreis Yıldızeli der Provinz Sivas

### Usbekistan
- Ayaz Kale, eine Gruppe von Lehmfestungen in Choresm
- Toprak-kala (Toprak Kale), moderner Name einer antiken choresmischen Stadt